# Хаев, Алексей
Алексей Хаев (англ. Alexei Haieff; 1914—1994) — американский композитор русского происхождения.

## Биография
В 1920 году эмигрировал вместе с родителями в Харбин, где начал заниматься музыкой.
В США с 1931 года (гражданин США с 1939). Композиторские способности А. Xаева оценил С. В. Рахманинов и посоветовал ему брать уроки у К. Н. Шведова.
В 1938 году окончил Джульярдскую школу музыки (классы композиции Р. Голдмарка и Ф. Джакоби), в 1938—1939 гг. стажировался у Н. Буланже в Кембридже (штат Массачусетс).
После окончания Нью-Йоркской консерватории, учился два года в Парижская консерватории. Дважды получал стипендию Гуггенхайма в Американской академии в Риме. Ученик С. В. Рахманинова и И. Ф. Стравинского, с которым дружил с 1939 года.
Получив Римскую премию (стипендию) Американской академии искусств и литературы в Риме (1947), в 1947—1949 гг. занимался творческой работой в Риме; в 1952—1953 и 1958—1959 гг. работал в этой академии «свободным композитором» (англ. composer-in-residence; работа по финансируемому творческому проекту). Преподавал композицию в ряде университетов США, в том числе в 1967—1970 гг. — в университете штата Юта.

## Творчество
Написал несколько произведений специально для хора Н. Качанова.
А. Xаев отмечал влияние «русского элемента» на своё творчество. За свою музыку получил ряд премий в Нью-Йорке, Копенгагене, Венеции.
Фортепианный концерт А. Xаева был исполнен на фестивале Колумбийского университета под управлением Л. Стоковского. Премьера произведения А. Xаева «Страстная седмица» была исполнена хором в Канаде в 1988 году.

## Избранные музыкальные сочинения
Балеты
- The Princess Zondilda and Her Entourage (1946)
- Beauty and the Beast (1947)

Оркестровая музыка
- Симфония No. 1 (1942)
- Симфония No. 2 (1958)
- Симфония No. 3 (1961)
- Дивертисмент (1946)
- Концерт для скрипки с оркестром (1948)
- Концерт для фортепиано с оркестром (1952)
- Балет в E (1955)
- Éloge for Chamber Orch. (1967)

Камерная музыка
- Сонатина для струнного квартета (1937)
- 3 Багатели для гобоя и фагота (1939)
- Серенада для гобоя, кларнета, фагота и фортепиано (1942)
- Эклог для виолончели и фортепиано (1947)
- Струнный квартет (1951)
- La Nouvelle Héloïse для арфы и струнного квартета (1963)
- Соната для виолончели (1963)
- Рапсодии для гитары и клавесина (1980)
- Квинтет Wind (1983)

Композиции для фортепиано
- Соната для двух фортепиано (1945)
- Пять пьес для фортепиано (1946—1948)
- Соната для фортепиано (1955)

Вокал / Хоровая музыка
- Caligula for Baritone and Orch., after Robert Lowell (N.Y., Nov. 5, 1971)
- Recordings in current CD release (with selected movements available on YouTube):